# David Brkic
David Brkic (nacido el 19 de julio de 1982 en Cesena, Italia) es un jugador italiano de origen serbio de baloncesto. Actualmente pertenece a la plantilla del ASD Tigers Basket 2014 Forli de la Serie B de Italia. Mide 2,10 metros de altura y juega en la posición de ala-pívot.

## Trayectoria deportiva
Creció en el Virtus Bolonia, donde militó desde 1999 a 2003, salvo un breve paréntesis en el Arkadia Traiskirchen Lions austríaco en 2001. En 2002 se mudó al FuturVirtus de la Legadue para adquirir experiencia como reserva de Samuele Podestà y Cristiano Zanus Fortes; aquí promedió 4.4 puntos (con un top de 16) y 1.8 rebotes en casi 11 minutos jugados. En 2004 la joven promesa fichó por el Rimini, que lo cedió al Ferrara. Durante la temporada adquirió un mayor minutaje y, en casi 29 minutos jugados, promedió 7.3 puntos y 5 rebotes por partido. Además demostró su ductilidad, siendo utilizado como ala-pívot y pívot.
En el verano de 2005 fue contratado por el Andrea Costa Imola, donde encontró un lugar entre los titulares. En casi 32 minutos jugados de media por partido, promedió 12.5 puntos y 5.9 rebotes. Además logró un buen porcentaje de tiros de tres puntos (44,9%), lo cual resulta bastante insólito para un ala-pívot/pívot. La temporada siguiente fue transferido al Fabriano, repitiendo sus buenas actuaciones del año anterior. En el abril de 2007 fue cedido al Cantabria Lobos español por lo que restaba de temporada. En el verano firmó por el Pavia: en la ciudad lombarda no encontró mucho espacio y con la llegada del pívot Simone Bagnoli decidió mudarse al Juvecaserta, donde fue utilizado como reserva de Ivan Gatto y Alessandro Frosini; totalizó 8.8 puntos de media, con el 44,6% de tiros de tres puntos y 4.9 rebotes, contribuyendo así al ascenso a la Serie A. Por primera vez en su carrera, tuvo la oportunidad de jugar con continuidad en la máxima división italiana.
Terminada su experiencia en Caserta, Brkic jugó otra vez en Legadue, esta vez en las filas del Udine. El 6 de mayo de 2010 fue elegido como MVP de la Legadue, tras finalizar la temporada con 14.7 puntos por partido y 7.5 rebotes. Siguió en la Legadue con el Veroli y el Brescia. En el verano de 2013 fichó por el nuevo equipo de Nápoles, el Azzurro Napoli Basket.
En agosto de 2017, ya con 35 años, firmó por el ASD Tigers Basket 2014 Forli de la Serie B, la tercera categoría del baloncesto italiano.

## Palmarés
- Liga italiana (1): 2001
- Copa de Italia (1): 2002
- Copa de Italia de Legadue (1): 2011